# Steireranzug
Et Steireranzug en østrigsk folkedragt fra delstaten Steiermark. Den kom frem i midten af 1800-tallet og er i dag udbredt i hele Østrig.